# Ніна Бургер
Ніна Бургер (нім. Nina Burger; 27 грудня 1987, Тульн-на-Дунаї) — австрійська футболістка, форвард клубу «Ферст» і національної збірної Австрії. Рекордсменка збірної за кількістю проведених матчів і забитих м'ячів.

## Життєпис
У футбол Ніна Бургер почала грати в 1995 році в команді дівчаток «Хаусляйтен». У 2001 році почала професійну кар'єру в клубі «Лангенрор», який виступав у регіональній лізі. У 2005 році уклала довгостроковий контракт з клубом «Нойленгбах», у складі якого десять разів поспіль стала чемпіонкою Австрії. У 2010 році визнана найкращою футболісткою Австрії.
У сезоні 2013/2014 років допомогла своєму клубу дійти до чвертьфіналу Ліги чемпіонів.
Навесні 2014 року Ніна Бургер на правах оренди перейшла до клубу NWSL «Х'юстон Даш», за який провела 14 матчів.
У червні 2015 року підписала контракт з клубом жіночої Бундесліги «Санд».
У складі національної збірної дійшла до півфіналу на чемпіонаті Європи 2017 року.

## Особисте життя
Закінчила поліцейську школу і служила в поліції Відня.

## Досягнення

### Клуб
Нойленгбах:
- Чемпіонка Австрії: 2005/06, 2006/07, 2007/08, 2008/09, 2009/10, 2010/11, 2011/12, 2012/13, 2013/14, 2014/15
- Володарка Кубка Австрії: 2005/06, 2006/07, 2007/08, 2008/09, 2009/10, 2010/11, 2011/12